# Котовник сибирский
Котовник сибирский (лат. Nepeta sibirica) — вид многолетних травянистых растений рода Котовник (Nepeta) семейства Яснотковые (Lamiaceae). Распространён в Китае, Монголии, Сибири.

## Ботаническое описание

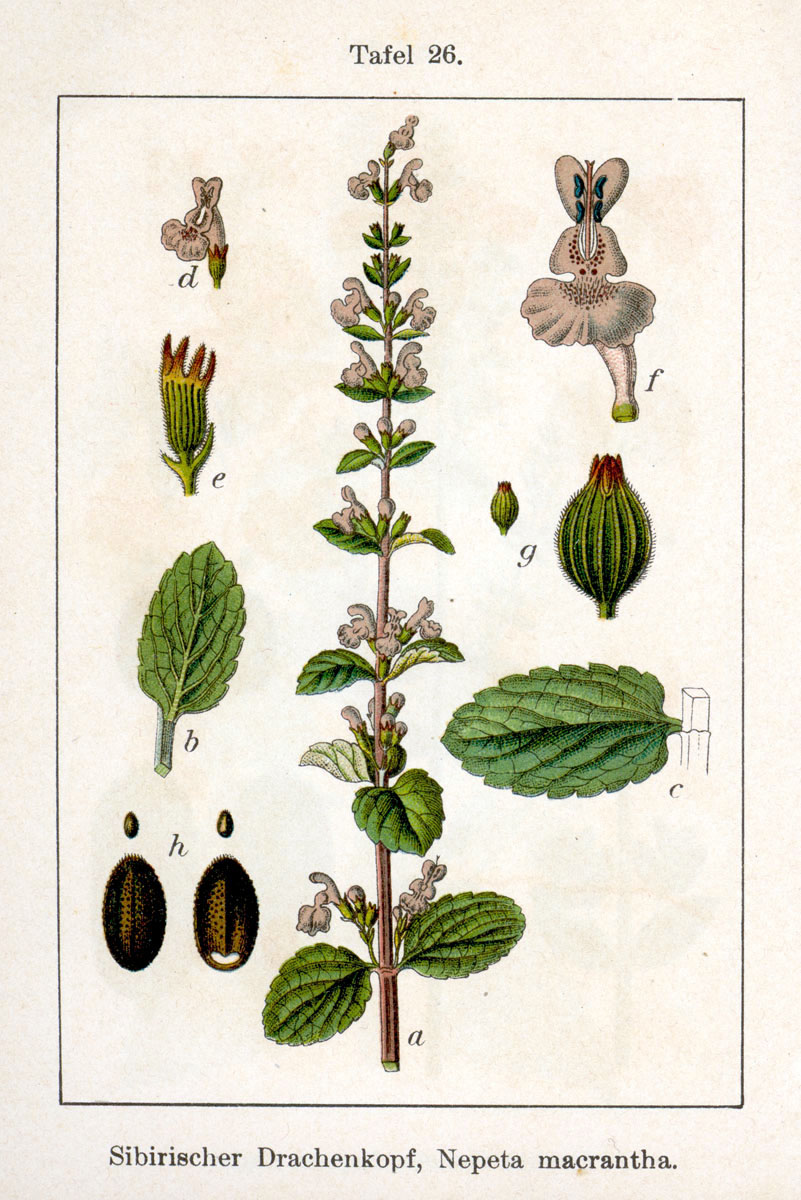

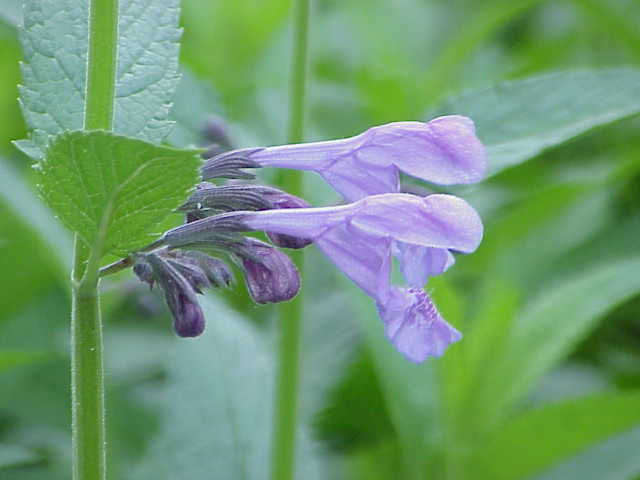
Nepeta sibirica

Многолетнее травянистое растение высотой до 100 см. Стебли опушённые железистыми волосками. Черешок 3-7 мм, 1,5-1,7 см в базальных листьях; листовая пластинка продолговато-ланцетная, 3,4-9 × 1,2-2,2 см, сверху редко опушённая, снизу железистая, жилки опушённые, основание неглубоко сердцевидное, край зубчатый, вершина острая. Цветоножка 5-8 мм; прицветники линейные, 2,5-3 мм, опушённые, реснитчатые. Цветоножка около 1 мм. Чашечка 9-10 мм, густо железисто опушённая, горло очень косое, зубцы срастаются на 1/3-1/2 длины, ланцетно-треугольные, вершина заострённая; зубцы нижней губы разделены до основания, длиннее, более узкие, вершина острая. Венчик синий или голубоватый, 2-2,9 см, редко опушённый; трубка почти прямая, узкая, сильно расширенная в горло ок. 6 × 6 мм; доли верхней губы примерно на 1/2 длины верхней губы, эллиптические, вершина тупая; средняя доля нижней губы обратнояйцевидная, глубоко пазушная, край крупнопильчатый; боковые доли яйцевидные до яйцевидно-треугольных. Соцветия — рыхлые кисти, состоящие из 3-8 ложных мутовок. Период цветения — август-сентябрь.
Источник эфирного масла. Культивируется как декоративное растение.

## Распространение и экология
Произрастает на горных лугах, каменистых склонах, по берегам рек и ручьёв на высоте 1800—2700 м. Предпочитает хорошо дренированную, влажную почву.
Естественный ареал вида — Сибирь (Новосибирская область, Алтайский край, Республика Алтай и др.), Китай (Ганьсу, Нинся, Цинхай), Монголия.